# Alexejevský rajón (Bělgorodská oblast)
Alexejevský rajón (rusky Алексеевский район) je jedním z rajónů Bělgorodské oblasti v Rusku. Jeho administrativním centrem je město Alexejevka. V roce 2015 zde žilo 62 742 obyvatel.

## Geografie
Rajón leží na východě Bělgorodské oblasti u hranic s Voroněžskou oblastí. Skládá se z 21 samosprávných obecních obvodů, z toho je jeden městský a 20 vesnických.
Sousední rajóny:
Bělgorodská oblast: Krasněnský, Krasnogvardějský, Rovenský, Vejdělevský
Voroněžská oblast: Kamenský, Olchovatský, Ostrogožský